# Корсунов Юрій Миколайович
Ю́рій Микола́йович Корсунов (нар. 28 листопада 1969, м. Харків) — український військовослужбовець, політик та громадський діяч, учасник антитерористичної операції на сході України, сержант, доброволець батальйону міліції «Харків-1» (2014—2015), командир роти 228-го окремого батальйону 127-ї окремої бригади територіальної оборони Збройних сил України (2022), кавалер ордена «За мужність» III ступеня, депутат Харківської міської ради VIII скликання (з 2020), заступник голови ради Харківської обласної громадської організації «Спілка ветеранів АТО» (з 2015).

## Біографія
Юрій Корсунов народився 28 листопада 1969 року в м. Харкові. Виростав на харківському житловому масиві «Салтівка».
Середню освіту здобував у Харківській середній школі № 97. Одночасно займався спортом та ходив до аероклубу, де стрибав з парашутом та вчився пілотажу на вертольоті. Мріяв стати, як і його дядько, військовим льотчиком.
По завершенні школи вступив до Харківського політехнічного інституту, а після першого курсу був призваний до Червоної армії.
У 1992 році став приватним підприємцем. Спочатку займався торгівлею, а згодом став працювати у сфері будівництва.
У 2009 році здобув вищу освіту, закінчивши економічний факультет Харківського інституту управління. Пізніше, у 2016 році, він закінчив юридичний факультет Харківського національного університету внутрішніх справ.
З початком російсько-української війни у 2014 році Юрій Корсунов облишив свій бізнес і став одним з перших, хто став добровольцем батальйону міліції особливого призначення «Харків-1» і проходив службу до 2015 року. У складі батальйону брав участь у протистоянні Росії у Харкові та на Донбасі: у бойових діях на лінії зіткнення у Слов'янську, Новоайдарі та інших місцях Донецької та Луганської областей, брав участі у затриманні терориста на Куп'янщині. За словами колишніх командирів батальйону «Харків-1», Юрій Корсунов відзначився як мотивований, патріотичний боєць, на якого можна покластися.
У 2015 році перейшов на державну службу, ставши головним спеціалістом Державної служби України у справах ветеранів війни та учасників антитерористичної операції і працював на цій посаді до 2016 року.
У 2016 році він повернувся до військової служби в лавах Національної гвардії України та перебував на ній до 2017 року. В цей час він брав участь у війні на сході України. Відзначався командуванням за успішно виконані бойові завдання.
У 2017 році Юрій Корсунов повернувся в бізнес і знову став приватним підприємцем.
У 2020 році він став директором Обслуговуючого кооперативу «Житлово-будівельний кооператив „Доброволець“».
На місцевих виборах 2020 року Юрій Корсунов балотувався до Харківської міської ради у виборчому окрузі № 7. На цей час він вже був членом політичної партії «Європейська Солідарність».. За підсумками виборів, які відбулися 25 жовтня 2020 року, він став депутатом Харківської міської ради VIII скликання та увійшов до фракції Політичної партії «Європейська Солідарність». У міській раді він є секретарем постійної комісії з питань містобудування, архітектури та земельних відносин.
З початком широкомасштабного вторгнення російських військ в Україну в лютому 2022 року став до лав 228-го окремого батальйону «Ветерани АТО» 127-ї окремої бригади територіальної оборони Збройних сил України, в якому командує ротою. Бере участь у боях за Харків. Має військове звання сержанта.

## Громадська діяльність
Юрій Корсунов був учасником Помаранчевої революції, будучи членом Української народної партії, та Євромайдані у Харкові та Києві, де пережив кілька штурмів Майдану. Також брав участь в акції протесту проти проросійського з'їзду під Палацом спорту у Харкові.
Юрій Корсунов є одним із організаторів ветеранського руху, одним із співзасновників Харківської обласної громадської організації «Спілка ветеранів АТО», що була створена у квітні 2015 року. В ній він став заступником голови Ради (секретарем Ради).
З 2015 року він був організатором та координатором низки акцій та заходів, зокрема, автопробігу, акцій протесту органів влади на захист прав ветеранів АТО та «Маршу Єдності» у Харкові 5 лютого 2022 року Також він брав участь у проведенні спільно з Університетським консорціумом конкурсу на кращий проєкт пам'ятника Захисникам України в Вовчанському, Краснокутському районах та в місті Чугуїв Харківської області, є співорганізатором низки спортивних змагань для молодих спортсменів та учасників Антитерористичної операції на сході України й Операції об'єднаних сил.
Юрій Корсунов брав участь як організатор та активний учасник процесу проєктування та встановлення Монументу Захисникам України у Харкові, який було відкрито 14 жовтня 2019 року.
З грудня 2018 до листопада 2019 року він був радником Голови Харківської облдержадміністрації Юлії Світличної. Після її звільнення з цієї посади він також припинив свої повноваження.
Також він брав участь у роботі «Штабу оборони Харківщини» (об'єднання громадських організацій та людей, які заявляють про готовність стати на захист Харкова в умовах загрози з Росією) у січні 2022 року
Юрій Корсунов є співзасновником низки кооперативів, сільськогосподарських підприємств та громадських організацій, у тому числі благодійного фонду «Допомога ветеранам АТО», громадської організації «Спортивний клуб АТО-М»., а також він є членом ГО «Res_Publica. Брати по Зброї»
Він є помічником-консультантом на громадських засадах народної депутатки України Ірини Фріз.

## Інциденти
У листопаді 2021 року щодо Юрія Корсунова у соціальній мережі Facebook була поширена неправдива інформація щодо він нібито не брав участі у війні на сході України. яка, на думку його побратимів, розміщена не лише для дискредитації самого пана Корсунова, але й ветеранського руху загалом.
27 листопада 2021 року Юрій Корсунов, відкривши свій автомобіль, відчув, що крісло в ньому хтось рухав, а під рулем виявив пристрій для стеження та прослуховування, який вилучили викликані ним правоохоронці. При перевірці камер спостереження та відеореєстратора виявилось, що запис з моментом проникнення до автомобіля сторонніх осіб вилучено. Цей інцидент він пов'язав зі своєю політичною та громадською діяльністю, оскільки він є депутатом він опозиційної партії, займається питаннями територіальної оборони та критикує владу через недостатні дії із формуванням загонів територіальної оборони для відсічі агресії Росії.

## Відзнаки та нагороди
- Орден «За мужність» III ступеня (2022) «за особисту мужність і самовіддані дії, виявлені у захисті державного суверенітету та територіальної цілісності України, вірність військовій присязі»[1][23]
- Ювілейна медаль «25 років незалежності України» (2016) «за значні особисті заслуги у становленні незалежної України, утвердженні її суверенітету та зміцненні міжнародного авторитету, вагомий внесок у державне будівництво, соціально-економічний, культурно-освітній розвиток, активну громадсько-політичну діяльність, сумлінне та бездоганне служіння Українському народу»[24]